# 晴碧花園
晴碧花園（英語：Sunshine Grove）是由香港房屋協會發展的「夾心階層住屋計劃」屋苑，位於香港新界沙田圓洲角得怡街，鄰近沙田第一城及港鐵第一城站，由鍾華楠建築師事務所有限公司設計，以棕櫚樹作為這個樓盤的主題，營造了舒適的天然環境。共有兩座32層高樓宇，每層8伙，共508個單位，建築面積由604-889平方呎，本園建在4層高基座上，在1999年落成，共有三層停車場。